# Panemeria flavescens
Panemeria flavescens là một loài bướm đêm trong họ Noctuidae.